# Coca de vidre

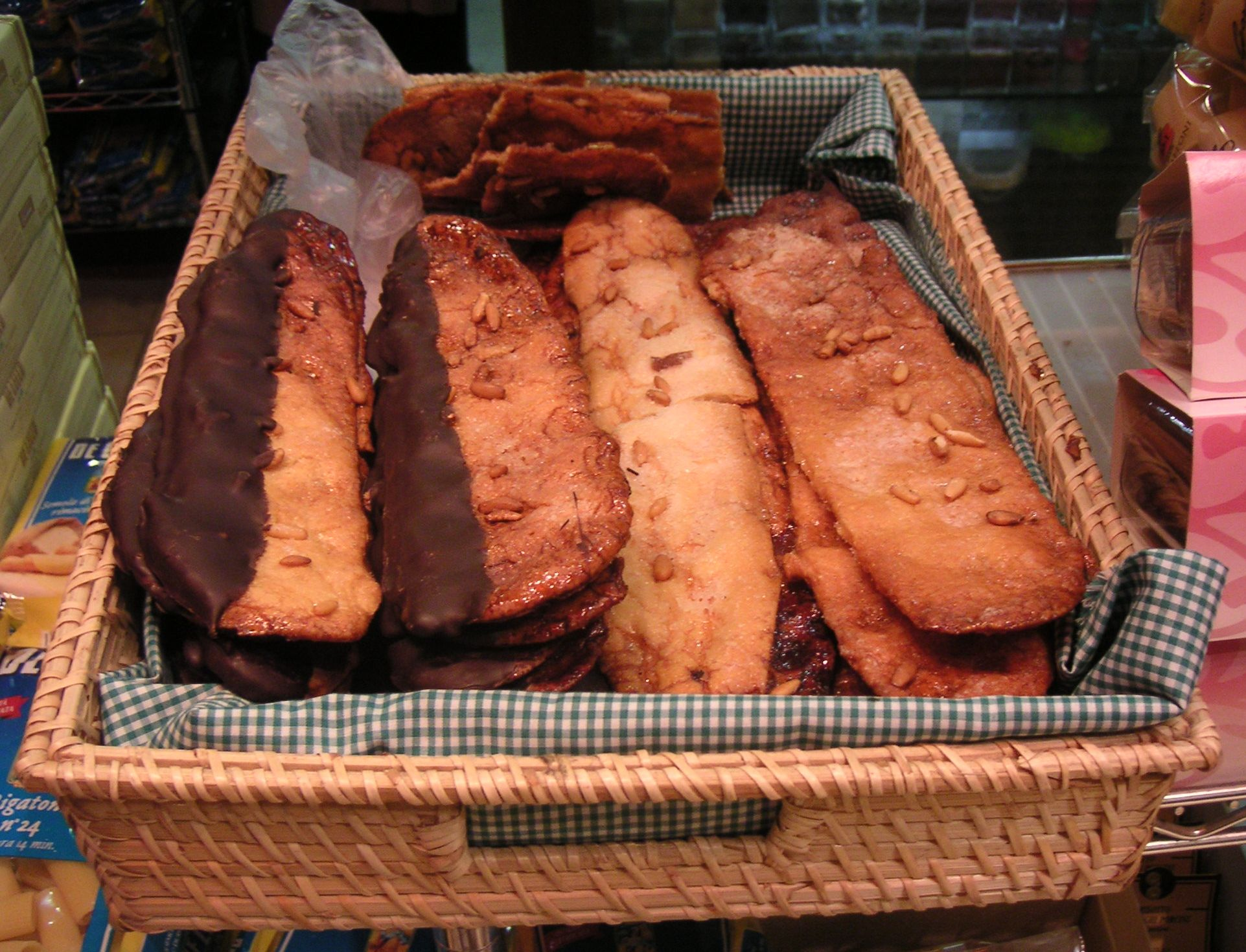
Coques de vidre normals i altres amb un tros banyat en xocolata

La coca de vidre és una coca dolça catalana que es caracteritza per la seva finor, que la fa cruixent, i pel fet que està coberta d'una capa de sucre lluent, llisa i transparent, com si fos una capa de vernís o de vidre. Se sol menjar per esmorzar o per berenar, de vegades amb un tros de xocolata. Són unes postres típiques del Vallès occidental.
El darrer diumenge de maig, a l'Espluga de Francolí es fa el Carquitast, una festa gastronòmica entorn del carquinyoli i altres dolços: coques, neules, orelletes, etc. El 2009, el diumenge 31 de maig a les 10h del matí se celebrà una "cocada" amb una coca de vidre de més de cent metres de llarg i banyada amb xocolata calenta.